# Fehérnyakú gém
A fehérnyakú gém (Ardea pacifica) a madarak (Aves) osztályának gödényalakúak (Pelecaniformes) rendjébe, ezen belül a gémfélék (Ardeidae) családjába tartozó faj.

## Rendszerezése
A fajt John Latham angol ornitológus írta le 1801-ben.

## Előfordulása
Ausztrália, Indonézia és Pápua Új-Guinea területén honos, kóborlásai során eljut Új-Zélandra is. Természetes élőhelyei a szubtrópusi és trópusi szezonálisan elárasztott legelők, mocsar, tavak, folyók és patakok környéke, valamint tengerpartok. Nem vonuló, viszont kóborló faj.

## Megjelenése
Testhossza 76–106 centiméter, testtömege 650–860 gramm, szárnyfesztávolsága 147–160 centiméter. Nyakán és fején a tolla fehér, a test többi részén fekete. A nagy gémekhez hasonlóan behúzott nyakkal repül.

## Életmódja
Kisebb vízi és szárazföldi állatokkal táplálkozik, többek közt madarakkal, halakkal és kétéltűekkel.

## Természetvédelmi helyzete
Az elterjedési területe rendkívül nagy, egyedszáma pedig stabil. A Természetvédelmi Világszövetség Vörös listáján nem fenyegetett fajként szerepel.